# Eagle Point (Oregón)
Eagle Point es una ciudad ubicada en el condado de Jackson en el estado estadounidense de Oregón. En el año 2009 tenía una población de 8.790 habitantes y una densidad poblacional de 720.7 personas por km².

## Geografía
Eagle Point se encuentra ubicada en las coordenadas 42°28′4″N 122°48′6″O / 42.46778, -122.80167.

## Demografía
Según la Oficina del Censo en 2000 los ingresos medios por hogar en la localidad eran de $37,557, y los ingresos medios por familia eran $40,598. Los hombres tenían unos ingresos medios de $30,795 frente a los $20,956 para las mujeres. La renta per cápita para la localidad era de $15,501. Alrededor del 12.8% de la población estaban por debajo del umbral de pobreza.